# Copa de Competencia Adolfo Bullrich
La Copa Competencia Adolfo Bullrich, también conocida como Copa Bullrich, fue un torneo oficial, organizado entre 1903 y 1915, durante la era amateur, por las distintas asociaciones posteriormente convertidas en la Asociación del Fútbol Argentino. Se disputó por eliminación directa, teniendo cierta similitud con la Copa de Honor y la Copa de Competencia Jockey Club, y se jugaba simultáneamente con el campeonato de liga regular, por los equipos participantes de la segunda división.
El trofeo que estaba en juego fue donado por el entonces intendente de Buenos Aires, Adolfo Bullrich, y por eso llevó su nombre.  A partir de 1916, el certamen se empezó a conocer como Copa Competencia de División Intermedia, perdiendo el interés de años anteriores. Finalmente la Copa Competencia de Segunda División, después de varios años sin ser disputada, realizó su última edición en el año 1934, ya dentro del profesionalismo. Esta última edición, fue el primer concurso organizado por la Asociación del Football Argentino y lo disputaron las reservas de los conjuntos de la Liga Argentina de Football y los equipos de primera división de la Asociación Argentina de Football (Amateurs y Profesionales), que a partir de la temporada 1935 disputaron los torneos de la nueva segunda división.
Los equipos con más campeonatos ganados son el equipo de segundo nivel de Boca Juniors y el ya extinto Central Argentino. Ferro Carril Oeste también tiene dos conquistas —de manera consecutiva— en las ediciones de los años 1912 y 1913, aunque la segunda de ellas con su equipo de reserva, e Independiente también cuenta dos títulos, uno con su primer equipo y otro con la Reserva. Además, significó el primer logro obtenido en la historia para Independiente, en 1909, para Atlanta, en 1908, y también para Gimnasia y Esgrima La Plata, en 1915.

## Ediciones

### Segunda categoría
| Año  | Campeón                           | Subcampeón                   |
| ---- | --------------------------------- | ---------------------------- |
| 1903 | San Martín                        | Estudiantes                  |
| 1904 | Barracas II                       | Lomas Juniors                |
| 1905 | Belgrano III                      | San Martín                   |
| 1906 | Porteño                           | Porteño II                   |
| 1907 | Gimnasia y Esgrima                | Porteño III                  |
| 1908 | Atlanta                           | Instituto Americano          |
| 1909 | Independiente                     | San Isidro II                |
| 1910 | Racing Club                       | River Plate II               |
| 1911 | Nacional                          | Estudiantil Porteño          |
| 1912 | Ferro Carril Oeste                | Belgrano Athletic II         |
| 1913 | Ferro Carril Oeste (Reserva)      |                              |
| 1915 | Gimnasia y Esgrima La Plata       | San Isidro (Reserva)         |
| 1916 | Liberal Argentino                 |                              |
| 1917 | Independiente (Reserva)           | Racing Club (Reserva)        |
| 1918 | Boca Juniors (Reserva)            | Ferro Carril Oeste (Reserva) |
| 1919 | Estudiantes de La Plata (Reserva) |                              |
| 1920 | Alvear                            |                              |
| 1922 | Central Argentino                 |                              |
| 1923 | Central Argentino                 |                              |
| 1926 | Unión de Caseros                  | Villa Crespo                 |
| 1934 | Boca Juniors II                   | Defensores de Belgrano       |

### Tercera categoría
| Año  | Campeón     | Subcampeón         |
| ---- | ----------- | ------------------ |
| 1927 | Acassuso    | Canal San Fernando |
| 1929 | La Paternal | Olivos             |

## Palmarés
| Equipo                       | Títulos | Años       |
| ---------------------------- | ------- | ---------- |
| Independiente                | 2       | 1909, 1917 |
| Ferro Carril Oeste           | 2       | 1912, 1913 |
| Boca Juniors                 | 2       | 1918, 1934 |
| Central Argentino            | 2       | 1922, 1923 |
| San Martín                   | 1       | 1903       |
| Barracas II                  | 1       | 1904       |
| Belgrano II                  | 1       | 1905       |
| Porteño                      | 1       | 1906       |
| Gimnasia y Esgrima           | 1       | 1907       |
| Atlanta                      | 1       | 1908       |
| Racing Club                  | 1       | 1910       |
| Nacional                     | 1       | 1911       |
| Gimnasia y Esgrima La Plata  | 1       | 1915       |
| Liberal Argentino            | 1       | 1916       |
| Estudiantes de La Plata (II) | 1       | 1919       |
| Alvear                       | 1       | 1920       |
| Unión (C)                    | 1       | 1926       |
| Acassuso                     | 1       | 1927       |
| La Paternal                  | 1       | 1929       |